# Enigma in luogo di mare
Enigma in luogo di mare è un romanzo di Fruttero & Lucentini.

## Trama
L'azione si svolge in un esclusivo comprensorio di ville costruite all'interno di una pineta affacciata sul mare, nei pressi di Grosseto. Un misterioso omicidio, la scomparsa di due coniugi e un rustico "ménage a trois" sono gli ingredienti di questo romanzo, divertente e "dantesco", dove non c'è la figura dell'investigatore "fisso", ma il mistero viene risolto da un atipico depresso, in cui molti si potranno riconoscere.

## Ambientazione
La pineta della Gualdana, dove si svolge il romanzo, è ispirata alla pineta di Roccamare, situata vicino a Castiglione della Pescaia, dove sorge un esclusivo comprensorio di ville, una delle quali è la residenza estiva proprio di Carlo Fruttero.

## Edizioni
- Fruttero & Lucentini, Enigma in luogo di mare, collana Oscar, Arnoldo Mondadori, 1993,  pp. 402,, ISBN 978-88-04-37038-3.
- Fruttero & Lucentini, Enigma in luogo di mare, 1ª ed. cartonata, Arnoldo Mondadori, 1991,  pp. 402,, ISBN 88-04-35310-4.